# Rovačko Trebaljevo
Rovačko Trebaljevo (en serbe cyrillique : Ровачко Требаљево) est un village du centre du Monténégro, dans la municipalité de Kolašin.

## Démographie

### Évolution historique de la population
| 1948 | 1953 | 1961 | 1971 | 1981 | 1991 | 2003 |
| ---- | ---- | ---- | ---- | ---- | ---- | ---- |
| 224  | 248  | 238  | 187  | 212  | 232  | 223  |